# Selaginella dinklageana
Selaginella dinklageana là một loài dương xỉ trong họ Selaginellaceae. Loài này được Sadeb. mô tả khoa học đầu tiên..
Danh pháp khoa học của loài này chưa được làm sáng tỏ. 